# Cassien d'Imola
Pour les articles homonymes, voir Cassien.
Saint Cassien d'Imola, né aux alentours de 240, est un enseignant mort en martyr chrétien entre 300 et 304. Il est célébré le 13 août. 

## Hagiographie

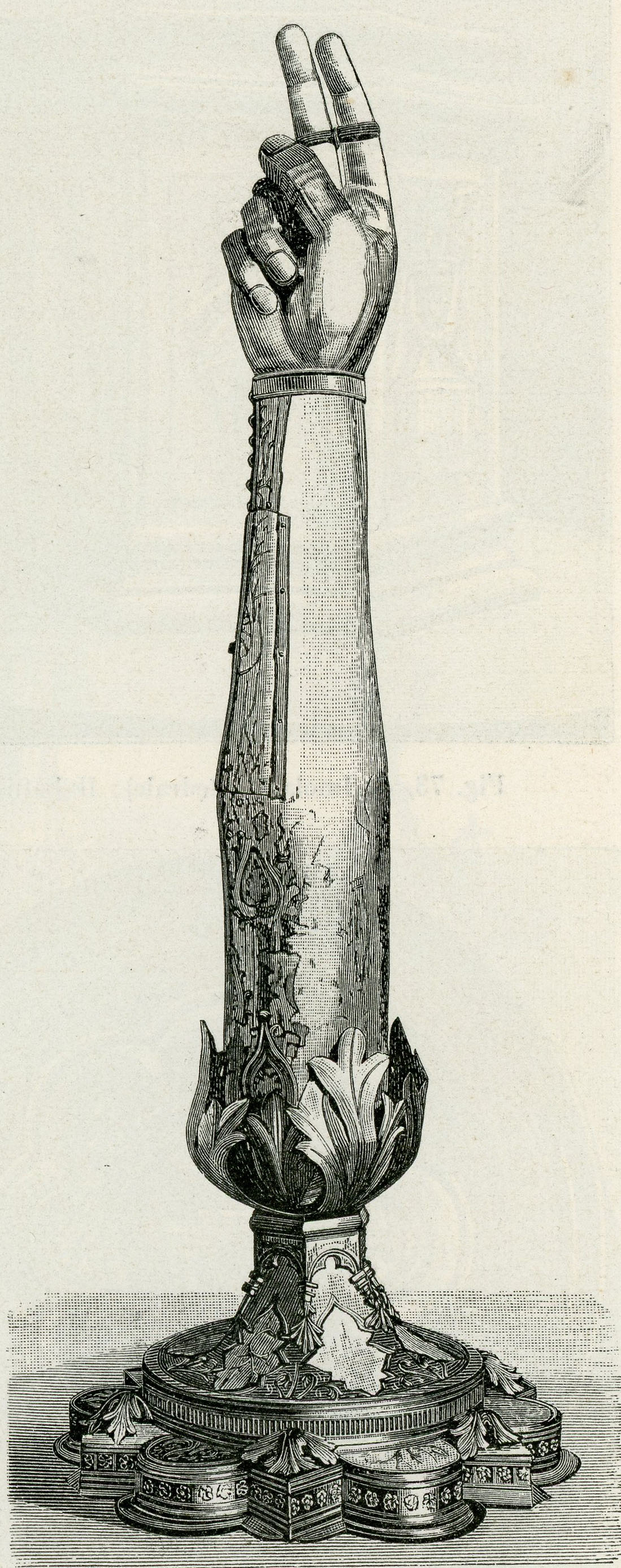
Bras droit de saint Cassien, gravure sur bois (v. 1900), reliquaire à la cathédrale d'Imola (v. 1405).

D'après les écrits hagiographiques le concernant, dont le plus récent a été édité en 2004 par le diocèse d'Imola comme catalogue d'exposition, Cassien (en italien : Cassiano) est un professeur de grammaire et de littérature qui fait part du christianisme à ses élèves. Dénoncé par certains au Préfet comme le propagateur de cette religion contestée et pas encore tolérée officiellement, il est conduit aux autorités pour être jugé. Lors de son procès, il se justifie et refuse de se plier à l'adoration des divinités païennes et de l'empereur. Pour cela, il est condamné par les persécuteurs Romains à être exécuté par les élèves qui lui sont hostiles. Ainsi, ils le dénudent et le fouettent, usant même de stylets et de tablettes, à prolonger cruellement son supplice.   
Il est à inclure parmi les victimes de la grande persécution de Dioclétien menée entre février 303 et mars 305, ou la préfigure vers 300. 
Lors d'un séjour à Rome, le poète Prudence découvrit un tableau montrant son martyre qui le sensibilisa à sa cause, et il lui rendit témoignage dans son Peristephanon (IX) écrit vers 402. Il se rendit également auprès de sa sépulture qui reposait dans une église construite spécialement à sa mémoire en dehors de l'enceinte de la ville et entourée d'autres bâtiments (castrum sancti Cassiani).  
En 1175, ses reliques furent translatées dans la crypte de la cathédrale d'Imola qui lui fut dédiée, où elles se trouvent encore aujourd'hui avec d'autres de saint Pierre Chrysologue († 450), évêque de Ravenne, qui avait une dévotion particulière pour son compagnon martyr, à tel point qu'il souhaita être enterré à ses côtés.
Il est saint patron des enseignants.  